# BlueStacks App Player
O BlueStacks App Player é um programa de computador, da empresa estadunidense BlueStacks, que faz a emulação do sistema móvel Android no computador que utiliza o sistema Windows ou MacOS e também a emulação na nuvem; ou seja, permite executar no computador os aplicativos e jogos desenvolvidos para dispositivos móveis que operam com o sistema do Google, com a possibilidade de usar o teclado e mouse. Este emulador atingiu a marca de 85 milhões de downloads em abril de 2014.
Atualmente, o emulador possui uma versão que usa nuvem e inteligência artificial, assim determina a melhor forma de executar jogos de alta qualidade, permitindo executa-los remotamente em computadores pessoais menos potentes (fracos).
Em 2011, na conferência Citrix Synergy em San Francisco o CEO da empresa estadunidense Citrix Systems demonstrou a versão inicial do emulador, a versão alfa pública do App Player foi lançado no dia 11 de outubro de 2011.